# Schreinergotik

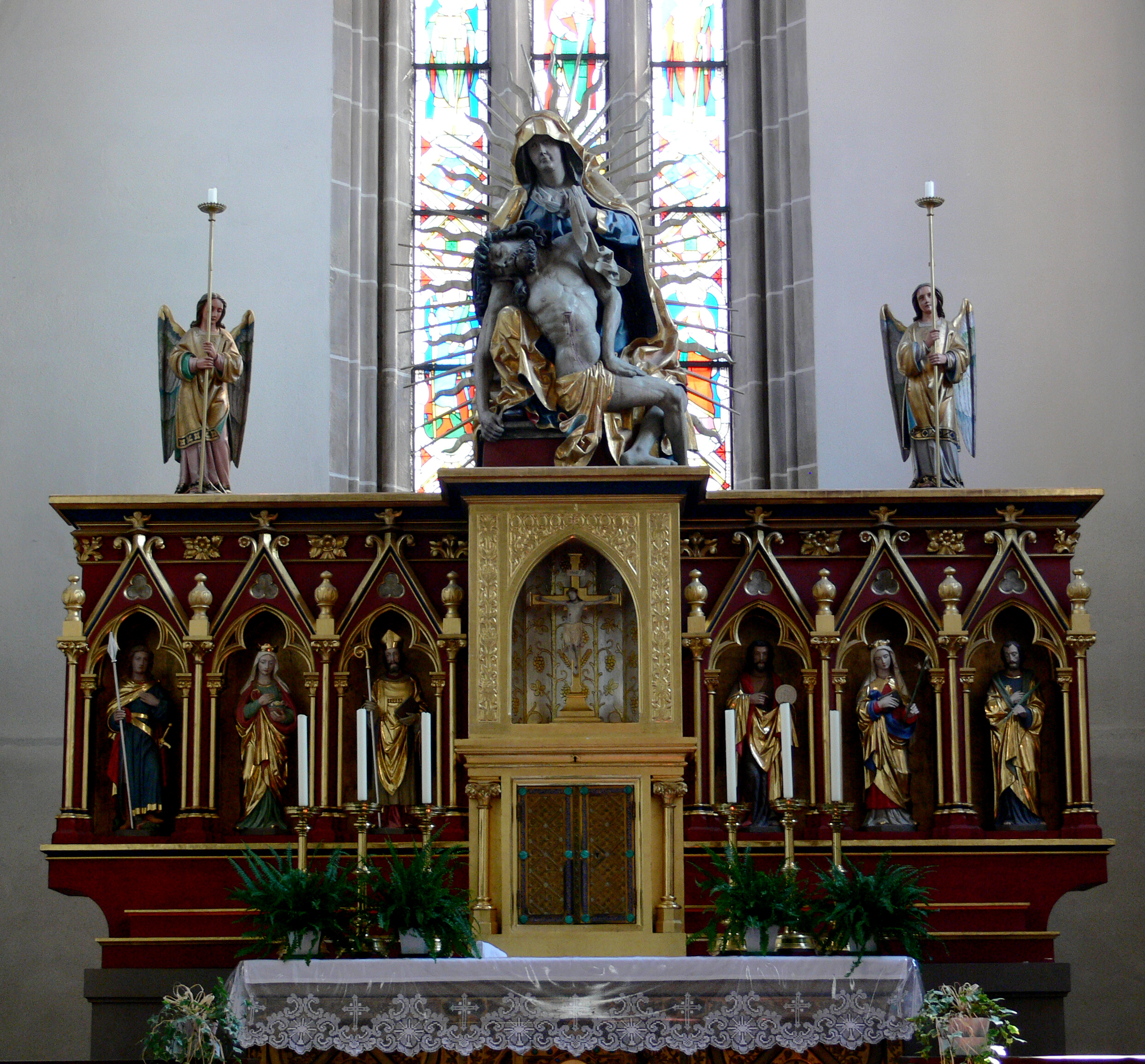
Neugotischer Altar, 1877, in Wolframs-Eschenbach, Franken

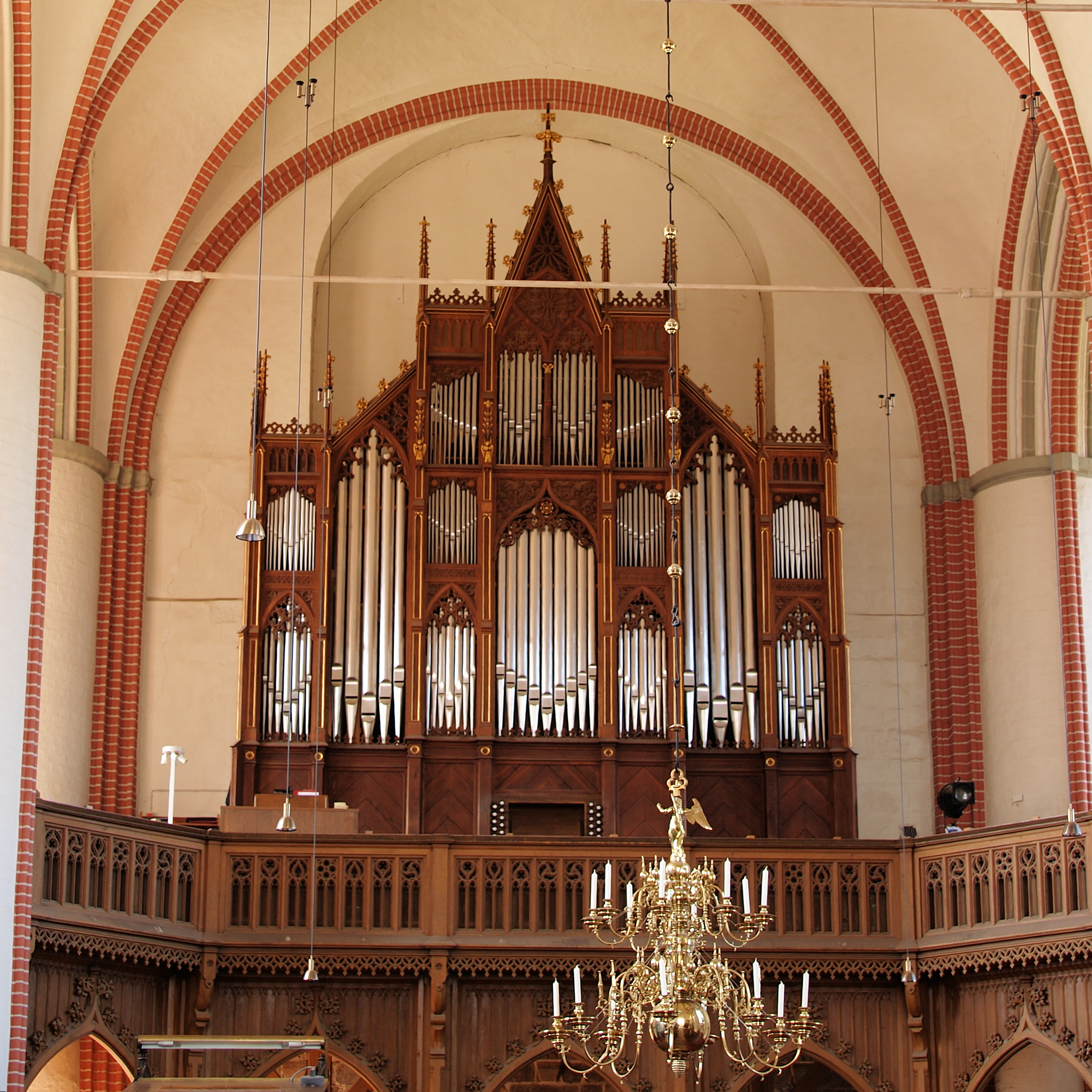
Neugotischer Orgelprospekt, Balkonbrüstung und Wandvertäfelung im Dom zu Bardowick St. Peter und Paul bei Lüneburg

Als Schreinergotik, Tischlergotik oder Brettlgotik werden die in der Neugotik geschaffenen Ausstattungselemente von Kirchen, z. B. Altäre und Kanzeln, bezeichnet.

## Stil
Der Begriff wurde zunächst abwertend für Kirchenmobiliar, das den Stil der Gotik imitiert, gebraucht. Auch der Begriff Steckerlgotik war gebräuchlich. Die Objekte, wie Altäre, Kanzeln, Kommunion- und Kirchenbänke und Orgelprospekte sind aus flächigen Grundelementen aufgebaut, die von Schreinern geschaffen wurden und auf denen anschließend aufwändigen Schnitzereien angebracht wurden. Diese Elemente sind in der Regel aufwändig gefasst und teilweise mit Blattgold verziert. Neben spezialisierten Werkstätten konnten auch einfach ausgestattete Betriebe Kirchenmöbel dieser Art anfertigen, wenn sie die Schnitzereien und Skulpturen von „Kunstanstalten“ als vorgefertigte Elemente bezogen. Vor allem am Ende des 19. Jahrhunderts wurden oftmals auch maschinell hergestellte Profile oder Ornamente verwendet, auch Skulpturen konnten aus Gips oder Terrakotta in Serie hergestellt und auch bereits über Kataloge bestellt werden.   
In den 1950er und 1960er Jahren wurden viele Einrichtungsstücke dieser Art bei der „Purifizierung“, d. h. der Entfernung stilfremder Elemente im Zuge der Denkmalpflege und der Restaurierung der Kirchen entfernt und vernichtet. Andreas Menrad bezeichnet dieses Vorgehen im Sinne der Denkmalpflege als gedankenlosen Vandalismus. Dabei handelte es sich nicht nur um mittelalterliche Kirchen, die im 19. Jahrhundert nach damaligen Vorstellungen „stilgerecht“ ausgestattet waren, sondern auch um Neubauten im Stil der Neugotik, bei denen diese Stücke zur ursprünglichen Ausstattung gehörten. Erst in den 1980ern erfuhren auch Kunstwerke des Historismus wieder eine größere Wertschätzung und man versuchte, solche Ausstattungen wiederherzustellen bzw. zu restaurieren.

## Beispiele
- Liebfrauenmünster in Wolframs-Eschenbach
- Kirche St. Leonhard in Echlishausen
- St. Jodok in Landshut, Altar von Anselm Sickinger